# Station Omi-Imazu
Station Ōmi-Imazu (近江今津駅, Ōmi-Imazu-eki) is een spoorwegstation in de Japanse stad Takashima. Het wordt aangedaan door de Kosei-lijn. Het station heeft vier sporen, gelegen aan twee eilandperrons. 

## Treindienst

### JR West
| 1,2 | ■ Kosei-lijn | richting Ōmi-Shiotsu en Tsuruga |
| 3,4 | ■ Kosei-lijn | richting Katata en Kioto        |

## Geschiedenis
Het station werd in 1974 geopend.  

## Stationsomgeving
- Centrale bibliotheek van Takashima
- Heiwadō (supermarkt)
- Lawson
- Kansai Urban Bank
- Autoweg 161
- Biwameer

(Kioto) · Yamashina · Ōtsukyō · Karasaki · Hieizan Sakamoto · Ogoto-onsen · Katata · Ono · Wani · Hōrai · Shiga · Hira · Ōmi-Maiko · Kita-Komatsu · Ōmi-Takashima · Adogawa · Shin-Asahi · Ōmi-Imazu · Ōmi-Nakashō · Makino · Nagahara · Ōmi-Shiotsu (>> Hokuriku-lijn)